# Harry Bergqvist
Harry Axel Bergqvist, född 3 april 1933 utanför Skellefteå, är en svensk tidigare backhoppare. Han representerade Kubikenborgs IF i hemorten Sundsvall.

## Karriär
Harry Bergqvist debuterade i större sammanhang internationellt i den allra första upplagan av tysk-österrikiska backhopparveckan. Han startade i den första deltävlingen i backhopparveckan 1 januari 1953 i stora Olympiabacken i Garmisch-Partenkirchen i dåvarande Västtyskland. Den historiska tävlingen vanns av Asgeir Dølplads från Norge. Bergqvist blev nummer 16. I nästa deltävlingen i backhopparveckan 1953, i Bergiselbacken i österrikiska Innsbruck 6 januari, kom Bergqvist på prispallen då han blev nummer tre, 5,0 poäng efter segrande hemmahopparen Sepp Bradl och 4,0 poäng efter Asgeir Dølplads. I tredje deltävlingen, i Paul-Ausserleitner-backen i Bischofshofen, kopierade Bergqvist insatsen från Innsbruck och blev nummer tre, efter norrmannen Halvor Næs och Sepp Bradl.
Bergqvist tävlade åter i backhopparveckan säsongen 1960/1961, men fick som bäst en 28:e plats, i deltävlingen i Innsbruck. Harry Bergqvist blev svensk mästare individuellt 1961. 1961 hoppade den då 28-åriga Bergqvist i en 115 fot hög hoppbacke som restes på Wembley Stadium i London under the Internationbal Ski Jumping and Winter Sports Exhibition.
Under backhopparväckan säsongen 1961/1962 fick Bergqvist som bäst två 14:e platser, i deltävlingarna i Innsbruck och i Garmisch-Partenkirchen. Sammanlagt blev han nummer 18. Efter backhopparveckan avslutade Harry Bergqvist sin aktiva backhoppskarriär.